# Hầm đường bộ Cù Mông
Hầm đường bộ Cù Mông là hầm trên Quốc lộ 1 và đường cao tốc Bắc – Nam phía Đông đoạn Quy Nhơn – Chí Thạnh xuyên qua dãy núi Cù Mông, nối liền 2 tỉnh Gia Lai và Đắk Lắk. Đây là hầm đường bộ dài thứ 3 tại Việt Nam (tính đến hiện tại), đứng sau hầm Hải Vân và hầm Đèo Cả. Trong tương lai sẽ là hầm đường bộ dài thứ 4 tại Việt Nam sau khi hầm số 3 cao tốc Quảng Ngãi – Hoài Nhơn được hoàn thành.
Hầm Cù Mông và đường dẫn có tổng chiều dài là 6,6 km; được xây dựng theo tiêu chuẩn đường cấp III, tiêu chuẩn đường cao tốc loại B, gồm hai đường hầm có chiều dài là 2,6 km, đường dẫn dài 4 km, chiều rộng là 10 m, vận tốc thiết kế 80 km/h. hầm phía Bắc thuộc địa phận phường Quy Nhơn Tây, tỉnh Gia Lai; cửa hầm phía Nam thuộc địa phận xã Xuân Lộc, tỉnh Đắk Lắk.
Công trình có tổng mức đầu tư là 3.921 tỷ đồng, được thực hiện từ nguồn vốn tiết giảm của dự án hầm đường bộ Đèo Cả, theo hình thức BOT do Tập đoàn Đèo Cả làm nhà đầu tư. Dự án được khởi công vào ngày 26 tháng 9 năm 2015 và thông xe toàn tuyến vào ngày 21 tháng 1 năm 2019 với giai đoạn 1 lưu thông 2 chiều ở đường hầm phía Tây, còn đường hầm phía Đông được sử dụng làm hầm cứu nạn, vận tốc tối đa 60 km/h. Giai đoạn 2, sẽ mở rộng thành 2 đường hầm và đường dẫn lên 4 làn xe và 2 làn dừng khẩn cấp, vận tốc tối đa đường hầm 80 km/h, đường dẫn 100 – 120 km/h.
Trong tương lai, khi đường cao tốc Quy Nhơn – Chí Thạnh hoàn thành, sẽ trở thành 1 phần của đường cao tốc Bắc – Nam phía Đông thay vì Quốc lộ 1 như hiện tại.
Trước khi hầm được đưa vào sử dụng, nhiều ô tô, xe tải từng gặp tai nạn khi qua đèo Cù Mông, 1 trong những đèo núi hiểm trở nhất Việt Nam.

## Chi tiết tuyến đường

### Làn xe
- 2 làn xe, đường dẫn 2 làn xe và 2 làn dừng khẩn cấp

### Chiều dài
- Đường dẫn: 4,02 km
- Đường hầm: 2,6 km

### Tốc độ giới hạn
- Đường dẫn: Tối đa: 80 km/h
- Đường hầm: Tối đa: 60 km/h, Tối thiểu: 40 km/h